# ヴァンホー県
ヴァンホー県（ヴァンホーけん、ベトナム語：Huyện Vân Hồ / 縣雲湖?）は、ベトナム社会主義共和国ソンラ省の県。面積は979.84 km²、人口は60,140人（2019年）である。2013年にモクチャウ県から分離する形で成立した。

## 行政区画
14社を管轄する。